# Thysanopoda cristata
Thysanopoda cristata är en kräftdjursart som beskrevs av Georg Ossian Sars 1883. Thysanopoda cristata ingår i släktet Thysanopoda och familjen lysräkor. Inga underarter finns listade i Catalogue of Life.